# Culoptila plummerensis
Culoptila plummerensis is een schietmot uit de familie Glossosomatidae. De soort komt voor in het Nearctisch gebied.